# Peter Deming
Peter Deming, född 13 december 1957 i Beirut i Libanon, är en libanesiskfödd amerikansk filmfotograf, som är känd för att göra samarbeten med regissörer som Sam Raimi, David Lynch, Wes Craven och Jay Roach. 
Deming mottog under år 2002 en Independent Spirit Award i kategorin "bästa filmfoto", för sin insats i filmen Mulholland Drive. Han blev senare även nominerad till att vinna och motta en Primetime Emmy Award, detta för sin insats i den tredje säsongen av Twin Peaks.

## Filmografi (i urval)

### Långfilmer
- 1987 – Evil Dead II – Dead by dawn
- 1987 – Galna drömmar i Hollywood
- 1988 – It Takes Two
- 1988 – Tut i luren
- 1989 – Gröna gubbar i Hollywood
- 1990 – Varför just jag?
- 1990 – House Party
- 1991 – Släng dig i väggen, Fred!
- 1991 – Bröllopsnatt för 3 kring Tiger Café
- 1992 – Min kusin Vinny
- 1993 – Laddat vapen 1
- 1994 – S.F.W.
- 1996 – Joes lya
- 1997 – Lost Highway
- 1997 – Austin Powers: Hemlig internationell agent
- 1997 – Scream 2
- 1999 – Music of the Heart
- 1999 – Mystery, Alaska
- 2000 – Scream 3
- 2001 – Mulholland Drive
- 2001 – From Hell
- 2002 – Austin Powers in Goldmember
- 2002 – People I Know
- 2004 – Twisted
- 2004 – I Heart Huckabees
- 2005 – The Jacket
- 2005 – Ryktet går…
- 2007 – Lucky You
- 2007 – Marriage
- 2008 – Love Guru
- 2009 – Drag Me to Hell
- 2010 – Last Night
- 2011 – Scream 4
- 2012 – The Cabin in the Woods
- 2013 – Oz the Great and Powerful
- 2016 – Now You See Me: The Second Act
- 2020 – Capone
- 2020 – The New Mutants
- 2022 – The Menu
- 2023 – Shotgun Wedding

### TV-serier
- 1992 – On the Air (TV-serie)
- 1993 – Hotel Room (TV-serie)
- 2008 – Cashmere Mafia (TV-serie)
- 2017 – Twin Peaks (TV-serie) (säsong 3)
- 2020 – The Good Lord Bird (TV-serie)
- 2023 – The Continental: From the World of John Wick (TV-serie)

### TV-filmer
- 2000 – Mitt liv, mitt val 2